# De Indische Courant
De Indische Courant è stato un complesso di periodici in lingua olandese pubblicati nell'isola di Giava e nelle Indie orientali olandesi.

## Storia
Il primo periodico con questo nome venne pubblicato nel 1870 (nella classificazione dell'Istituto internazionale di storia sociale, De Indische Courant I) a Batavia. Un secondo giornale in città uscì nel periodo 1896–1900 (De Indische Courant II), tra i cui collaboratori figurava l'autore e critico olandese del sistema coloniale Multatuli. Questo divenne poi il Nieuws van den Dag voor Nederlandsch-Indië. Il più importante De Indische Courant fu comunque quello che veniva stampato tra il 1921 e il 1942, in due edizioni: quella di Surabaya (Indische Courant III, 1921–1942) e quella di Weltevreden (Indische Courant IV, 1922-1939). L'ultimo giornale con questo titolo venne pubblicato tra il 1949 e il 1952 (Indische Courant V), sempre a Batavia.